# Las Brisas, Sinaloa
Las Brisas är en ort i Mexiko.   Den ligger i kommunen Culiacán och delstaten Sinaloa, i den västra delen av landet, 1 000 km nordväst om huvudstaden Mexico City. Las Brisas ligger 65 meter över havet och antalet invånare är 259.
Terrängen runt Las Brisas är platt. Runt Las Brisas är det ganska tätbefolkat, med 155 invånare per kvadratkilometer. Närmaste större samhälle är Culiacán, 8,7 km sydost om Las Brisas. I omgivningarna runt Las Brisas växer huvudsakligen savannskog.